# Pedro Diabo Ama Rosa Meia-Noite
Pedro Diabo Ama Rosa Meia Noite é um filme policial brasileiro de 1969, roteirizado e dirigido por Miguel Faria Jr..

## Sinopse
Pedro Diabo, homem sem trabalho e perspectivas, entra no mundo do crime ainda jovem e, numa escalada de ousadia e violência, desgosta a família e se torna perseguido pela polícia, com as investigações lideradas pelo detetive Athiê, policial com fama de não matar os criminosos. Pedro envolve-se com Rosa Meia-Noite, uma estranha mulher dançarina de boate com gosto de desfilar no Carnaval com fantasias, mas o romance termina de forma trágica. Pedro continua com os crimes até que se torna alvo do Esquadrão da Morte.

## Elenco
- Paulo César Peréio...Pedro Diabo
- Suzana de Moraes...Rosa Meia-Noite
- Hugo Carvana...detetive Athiê
- Mário Lago...Gonçalo, pai de Pedro
- Ana Ariel
- Armando Costa
- Isabella (participação especial)
- Gracinda Freire
- Joseph Guerreiro
- Érico Vidal
- Kleber Santos
- Roberto Bataglin
- José Freitas
- Milton Gonçalves...presidiário
- Roberto Bonfim
- Waldir Onofre
- Wilson Grey...vítima da loja de roupas
- Klauss Vianna
- Manula

## Canções
A trilha sonora é composta de várias canções e cantores conhecidos, listados nos créditos finais:
- Mulher - de Custódio Mesquita - canta Orlando Silva
- Polka - Ernesto Nazareth
- Ciume - Roberto Carlos
- Senhorita Carnaval - Lamartine Babo
- O sol nasceu para todos - canta Mário Reis
- Manhã de Carnaval - Luís Bonfá e A. Maria - violão de Baden Powell
- Lamento - Pixinguinha e Vinícius - violão de Baden Powell
- Cry - Johnny Ray
- Mulher e Chita - de Adelino Moreira - canta Ângela Maria